# Masalia philbyi
Masalia philbyi är en fjärilsart som beskrevs av Brandt 1941. Masalia philbyi ingår i släktet Masalia och familjen nattflyn. Inga underarter finns listade i Catalogue of Life.